# Soubès
Soubès – miejscowość i gmina we Francji, w regionie Oksytania, w departamencie Hérault.
Według danych na rok 1990 gminę zamieszkiwało 616 osób, a gęstość zaludnienia wynosiła 50 osób/km² (wśród 1545 gmin Langwedocji-Roussillon Soubès plasuje się na 463. miejscu pod względem liczby ludności, natomiast pod względem powierzchni na miejscu 638.).